# Tokugawa Ienari
Tokugawa Ienari (徳川 家斉) född den 18 november 1773 i Edo blev den elfte shogunen i Tokugawa-shongunatet vid 13 års ålder. Han regerade från 1787 till 1837 och blev därmed den shogun i Tokugawa-shogunatet som regerade längst.
Ienari var adopterad av Tokugawa Ieharu, själv  son till Tokugawa Harusada, sonson till Tokugawa Munetada och därmed i tredje generation från Tokugawa Yoshimune.

## Barndom
Fyra år gammal, 1778, blev Hitotsubashi Toyochiyo trolovad med Shimazu no Shige-hime, eller Tadako-hime, den fyra år gamla dottern till Shimazu Shigehide. Alliansen förhöjdes avsevärt i betydelse 1781, när den lille Toyochiyo adopterades av shogunen, Tokugawa Ieharu, som var barnlös. Detta betydde att Shigehide 1786 var på väg att bli svärfar till en shogun.  1789 gifte sig paret och Tadako blev Midaidokoro Sadako, eller "första hustru" Sadako. Tillsammans fick de Ienaris förste son, Atsunosuke, som emellertid dog redan vid fyra års ålder.

## Shogun
Så länge Ienari var minderårig tjänstgjorde daimyon Matsudaira Sadanobu som regent, i sju år fram till 1793. Under denna tid genomförde han diverse reformer och gav shogunatet ett gott renommé. Därefter trädde Ienari in som shogun och blev snart känd för sin ineffektivitet, fåfänga och utsvävningar. Kritiker menade att hans främsta prestation var att hålla 40 älskarinnor och att vara far till cirka 55 barn. Enligt vissa uppgifter bestod hans harem som mest av 900 kvinnor.
De fruar som nämnts vid sidan av Midaidokoro Sadako är Kōdaiin, Seishin'in, Kōrin'in, Shinshōin, Hōchiin, Keimeiin, Chōsōin, Myōsōin, Sokuseiin, Seishōin, Honshōin, Kaishun'in, Senkō-in, Chishōin, Honrin'in och Seiren'in.
Några av Ienaris barn som själva hamnade i historieböckerna var Tokugawa Ieyoshi, Hachisuka Narihiro, Yôhime, Matsudaira Naritami, Tokugawa Narikatsu och Matsudaira Narisawa.
Ienaris regeringstid utmärktes av nöjesliv, utsvävningar och korruption och avslutades under den svåra svältperioden 1832–1837 som fått namnet Tenpō-svälten efter tidsperioden när den inträffade.

## Perioderna i Ienaris shogunat
Shogunernas regeringstid brukar indelas i perioder eller eror (nengō).
- Tenmei (1781–1789)
- Kansei (1789–1801)
- Kyōwa  (1801–1804)
- Bunka  (1804–1818)
- Bunsei (1818–1830)
- Tenpō  (1830–1844)